# Gródek (powiat puławski)
Gródek – wieś w Polsce położona w województwie lubelskim, w powiecie puławskim, w gminie Baranów.
W latach 1954–1958 wieś należała i była siedzibą władz gromady Gródek, po jej zniesieniu w gromadzie Baranów. W latach 1975–1998 miejscowość należała administracyjnie do województwa lubelskiego.
Wieś stanowi sołectwo gminy Baranów. Według Narodowego Spisu Powszechnego z roku 2011 wieś liczyła 59 mieszkańców.